# Oregistrerad ekonomisk förening
En oregistrerad ekonomisk förening är i Sverige en förening som de facto bedriver näringsverksamhet på så sätt som en ekonomisk förening, men trots detta ej är registrerad som sådan. Emedan en ekonomisk förening förvärvar rättshandlingskapacitet genom registreringen, är en oregistrerad ekonomisk förening ej ens att betrakta som en juridisk person.